# باتي هوبكينز
باتي هوبكينز (بالإنجليزية: Patty Hopkins)‏ هي مهندسة معمارية بريطانية، ولدت في 1942 في ستوك أون ترينت في المملكة المتحدة.